# Frederiksberg (Sorø)
Frederiksberg is een plaats in de Deense regio Seeland, gemeente Sorø. De plaats telt 3569 inwoners (2018). Frederiksberg is een forensenplaats, gericht op het nabijgelegen Sorø, en valt onder de parochie Lynge (Deens: Lynge Sogn).
In Frederiksberg ligt aan de spoorlijn van Kopenhagen naar Korsør het station van Sorø, gebouwd in 1856. Vanwege de meren rondom Sorø was het eenvoudiger om het station buiten het stadje te bouwen. Rondom dit station ontstond Frederiksberg, dat medio 20e eeuw aan Sorø vastgroeide. Het station neemt de tweede plek in op de lijst van oudste nog bestaande stationsgebouwen van Denemarken.
- Library of Congress Control Number: n79011133
- Nationale Bibliotheek van Israël: 987007552644605171
- Virtual International Authority File: 173548673
- WorldCat: E39PBJw4HkGpqqp8wcw77dBgKd